# Lavonia
Lavonia és una població dels Estats Units a l'estat de Geòrgia. Segons el cens del 2000 tenia 1.827 habitants.

## Demografia
Segons el cens del 2000, Lavonia tenia 1.827 habitants, 777 habitatges, i 519 famílies. La densitat de població era de 181,3 habitants/km².
Dels 777 habitatges en un 28,4% hi vivien nens de menys de 18 anys, en un 43,5% hi vivien parelles casades, en un 18,3% dones solteres, i en un 33,1% no eren unitats familiars. En el 30,5% dels habitatges hi vivien persones soles el 16,3% de les quals corresponia a persones de 65 anys o més que vivien soles. El nombre mitjà de persones vivint en cada habitatge era de 2,35 i el nombre mitjà de persones que vivien en cada família era de 2,92.
Per edats la població es repartia de la següent manera: un 25,4% tenia menys de 18 anys, un 8,4% entre 18 i 24, un 25,1% entre 25 i 44, un 22,9% de 45 a 60 i un 18,2% 65 anys o més.
L'edat mediana era de 38 anys. Per cada 100 dones de 18 o més anys hi havia 75,4 homes.
La renda mediana per habitatge era de 24.286 $ i la renda mediana per família de 28.464 $. Els homes tenien una renda mediana de 29.250 $ mentre que les dones 21.328 $. La renda per capita de la població era de 12.876 $. Entorn del 28,1% de les famílies i el 29,7% de la població estaven per davall del llindar de pobresa.

## Poblacions més properes
El següent diagrama mostra les poblacions més properes.